# Frauenkirche (Mühldorf am Inn)

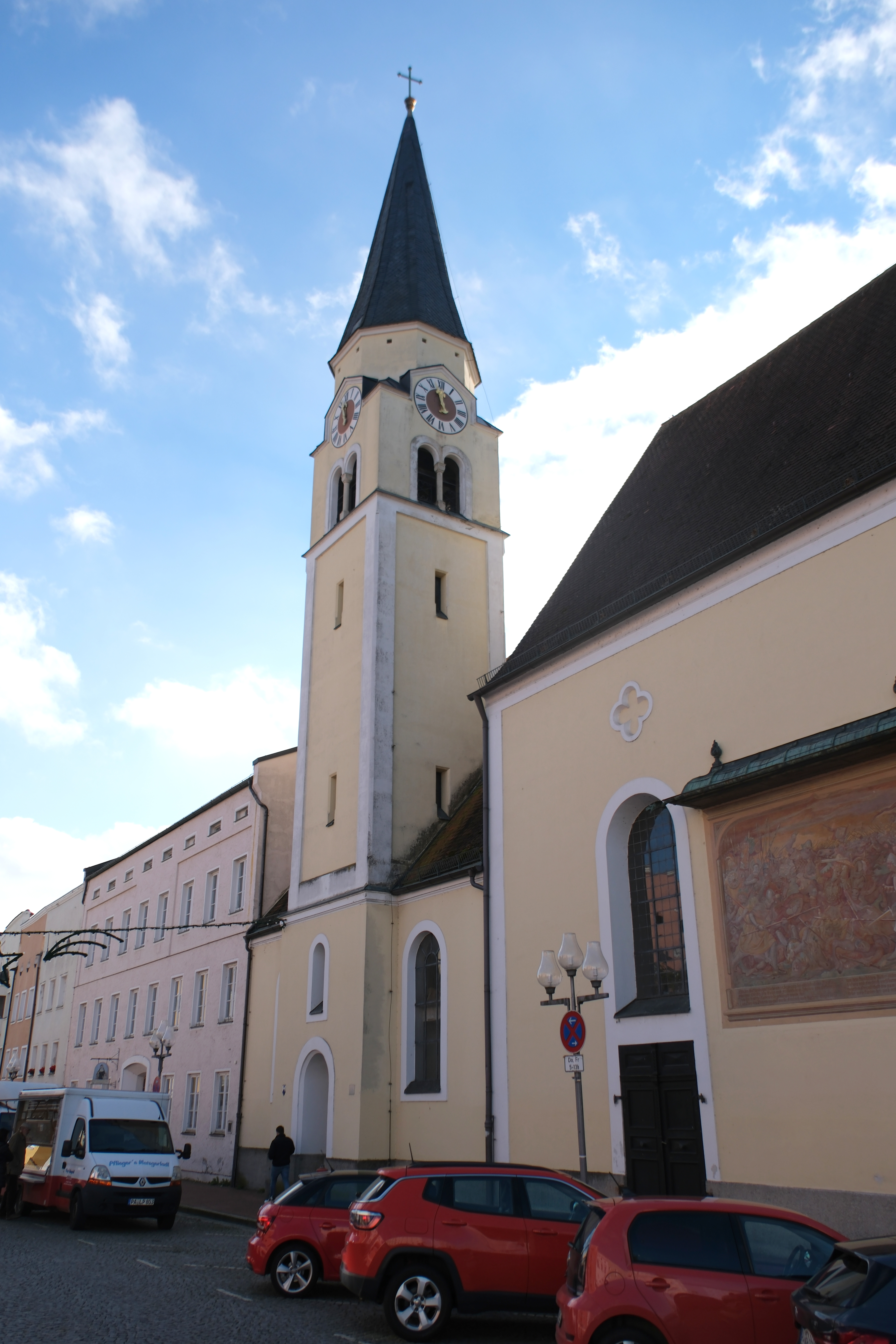
Frauenkirche in Mühldorf am Inn

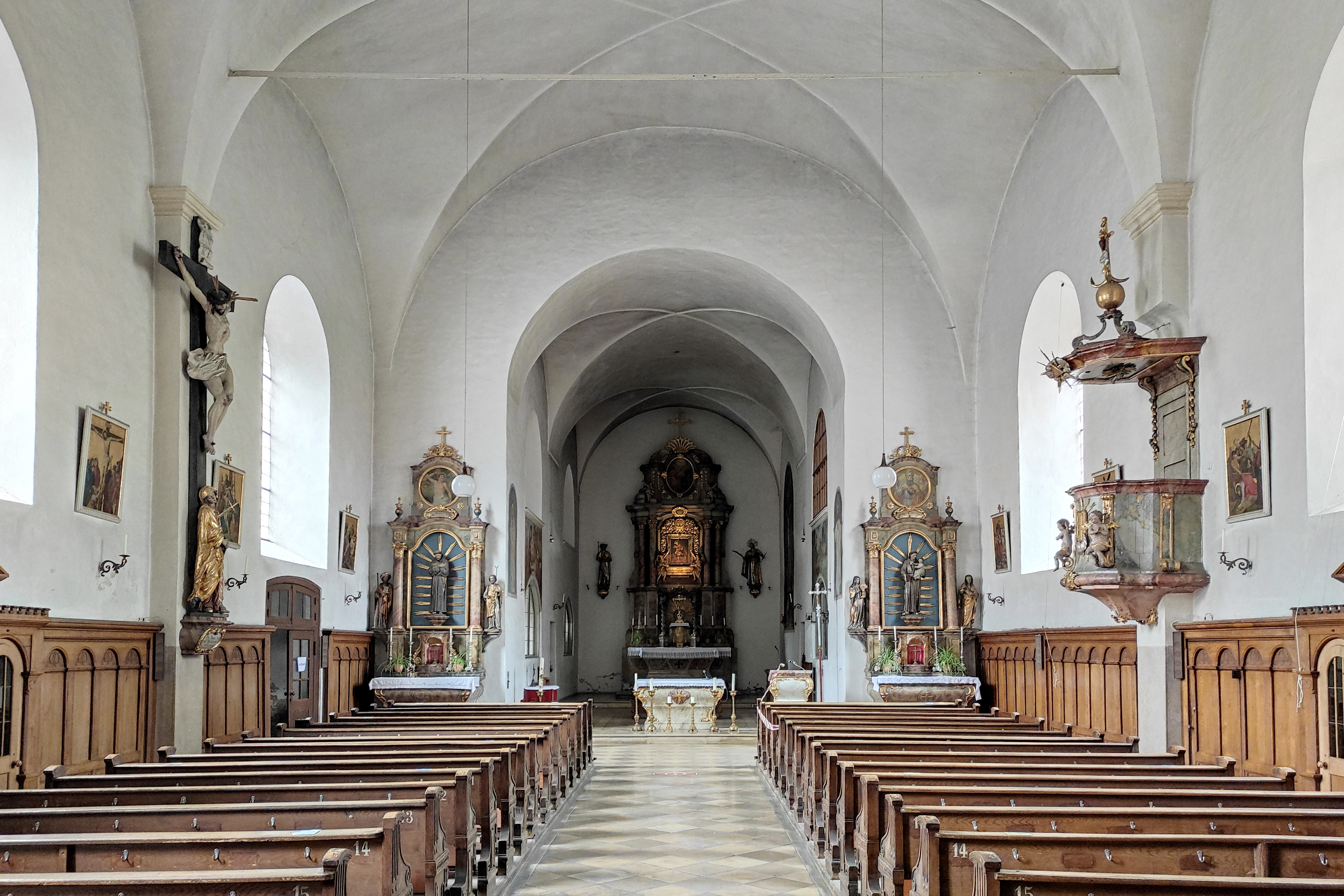
Blick zum Chor

Die römisch-katholische Frauenkirche, 1643 als Klosterkirche der Kapuziner geweiht, steht in Mühldorf am Inn, der Kreisstadt des oberbayerischen Landkreises Mühldorf am Inn. Die Kirche steht unter Denkmalschutz und wird in der Liste der Baudenkmäler in Mühldorf am Inn als Baudenkmal unter der Nr. D-1-83-128-138 geführt. Sie gehört zum Dekanat Mühldorf im Erzbistum München und Freising.

## Beschreibung
Die frühbarocke Saalkirche steht traufständig am Stadtplatz. Sie besteht aus dem Langhaus zu drei Jochen und dem Chor zu zwei Jochen. In die Mitte des Anbaus an der Westseite wurde 1856 der Kirchturm auf quadratischem Grundriss eingestellt, dessen oberstes Geschoss hinter den als Biforien gestalteten Klangarkaden den Glockenstuhl mit drei Kirchenglocken enthält. Darüber befindet sich das Zifferblatt der Turmuhr. Über einem achteckigen Aufsatz erhebt sich ein spitzer Helm. An der Fassade zum Stadtplatz wurde 1901 eine große Wandmalerei angebracht.
Der Innenraum ist mit einem Kreuzgratgewölbe überspannt. Im Innenraum des Chors befinden sich fünf um 1910 von Gebhard Fugel geschaffene Gemälde. Der Hochaltar wurde 1790 aufgestellt.